# Gorky Park
Gorky Park és una pel·lícula estatunidenca dirigida per Michael Apted, estrenada l'any 1983. Ha estat doblada al català central i al valencià.
Es tracta d'una adaptació de la novel·la del mateix títol de Martin Cruz Smith.

## Argument
Arkady Renko és un alt responsable de la milícia i es troba amb un cas difícil de triple homicidi entre mans: les víctimes no són identificables, han estat desfigurades. El KGB sembla voler posar-li bastons a les rodes, fins i tot atemptar contra la seva vida, així com amenaçar el seu testimoni. Descobreix que els americans s'hi han barrejat.

## Repartiment
- William Hurt: Arkady Renko
- Lee Marvin: Jack Osborne
- Brian Dennehy: William Kirwill
- Ian Bannen: Iamskoy
- Joanna Pacula: Irina Asanova
- Michael Elphick: Pasha
- Richard Griffiths: Anton
- Rikki Fulton: Maj. Pribluda
- Alexander Knox: General
- Alexei Sayle: Golodkin
- Ian McDiarmid: Prof. Andreev
- Niall O'Brien: agent del KGB Rurik
- Henry Woolf: Levin
- Callés Silberg: Natasha
- Patrick Field: Fet

## Premis i nominacions
- Premi als Edgar Allan Poe Awards de 1984, amb un Edgar al millor guió per Dennis Potter
- nominat als BAFTA de 1985 pel millor actor secundari en favor de Michael Elphick
- nominat als Premis Globus d'Or de 1984 per la millor actor secundari en favor de Joanna Pacula